# Liste der Kulturdenkmäler in Wawern (Eifel)
In der Liste der Kulturdenkmäler in Wawern sind alle Kulturdenkmäler der rheinland-pfälzischen Ortsgemeinde Wawern aufgeführt. Grundlage ist die Denkmalliste des Landes Rheinland-Pfalz (Stand: 27. Juni 2022).

## Einzeldenkmäler
| Bezeichnung                             | Lage                               | Baujahr  | Beschreibung | Bild                           |
| --------------------------------------- | ---------------------------------- | -------- | --- | ------------------------------ |
| Wegekreuz                               | Burgstraße, an Nr. 5 Lage          | 1709     | Kreuzigungsbildstock, bezeichnet 1709 | Fotos hochladen                |
| Wegekreuz                               | Burgstraße, bei Nr. 7 Lage         | 1797     | Schaftkreuz, bezeichnet 1797 (?) | Fotos hochladen                |
| Wegekreuz                               | Hauptstraße, gegenüber Nr. 4 Lage  | 1612     | hohes nachgotisches Nischenkreuz, bezeichnet 1612 | Fotos hochladen                |
| Quereinhaus                             | Hauptstraße 8 Lage                 | 1908     | langgestrecktes Quereinhaus, Wohnteil historisierend, bezeichnet 1908 | Fotos hochladen                |
| Wegekreuz                               | Hauptstraße, gegenüber Nr. 44 Lage | 1758     | spätbarockes Schaftkreuz, sogenannter Sefferner Typ, bezeichnet 1758 | BW                             |
| Katholische Filialkirche St. Apollonius | Im Spang 1 Lage                    | vor 1930 | Bruchstein-Saalbau mit Dachreiter, kurz vor 1930, Architekt Peter Marx, Trier; Ausstattung, Ausmalung durch Pfarrer März, bezeichnet 1930 und 1931; vor der Kirche Schaftkreuz, bezeichnet 1653 | weitere Bilder Fotos hochladen |
| Wegekreuz                               | nördlich des Ortes Lage            | 1821     | hohes Schaftkreuz mit Relieffigur des heiligen Matthias, bezeichnet 1821 | BW                             |